# Autobahn 25 (Belgien)
Die belgische Autobahn 25, französisch Autoroute 25, niederländisch Autosnelweg 25 genannt, beginnt in Moelingen (Voeren) an der niederländischen Grenze und mündet in Lüttich in die N90. Ihre Gesamtlänge beträgt 22 km.

## Verlauf
Sie verbindet die niederländische Stadt Maastricht mit Lüttich, die A25 ist Teil der E25, die von Lüttich über die A26 Richtung Luxemburg fortgeführt wird. Die Bahnstrecke Lüttich–Maastricht läuft parallel in Verkehrswegebündelung zur A25. Die A25/E25 geht an der niederländischen Grenze in die A2 über.

## Geschichte
Der Baubeginn war ursprünglich 1974 geplant. Der Bau verzögerte sich jedoch wegen Problemen bei der Kreditvergabe. Die Verkehrsübergabe sollte eigentlich 1981 erfolgen. Aufgrund dieser Probleme wurde die Fertigstellung für 1990 geplant. Letzten Endes wurden die beiden Abschnitte von Lüttich bis Cheratte und weiter bis zur niederländischen Grenze im Jahr 1987 eröffnet.

## Galerie

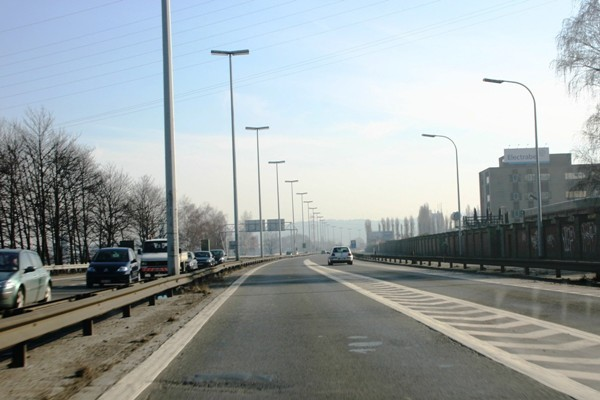
E25 bei Visé
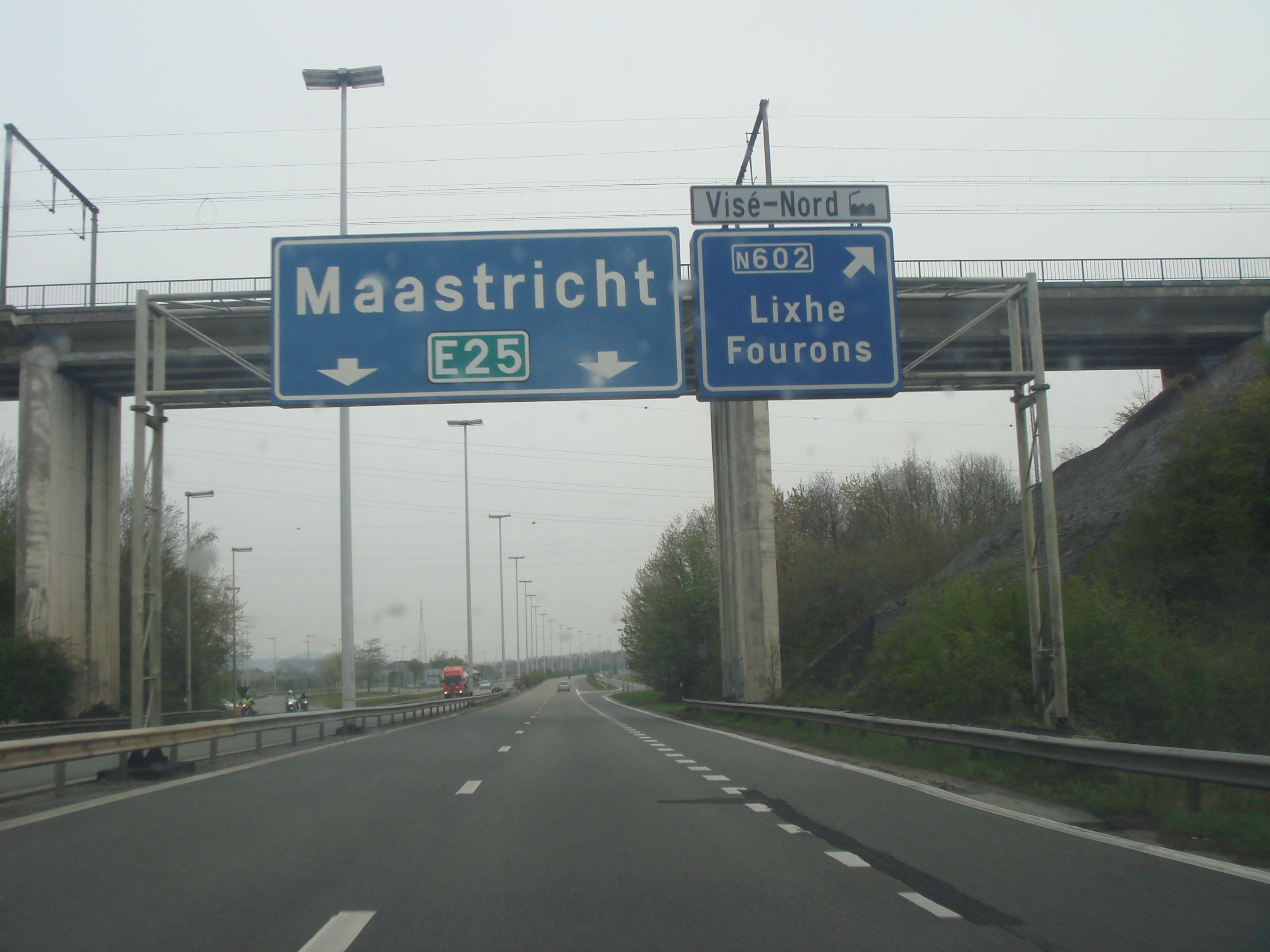
E25 kurz vor der niederländischen Grenze kreuzt die A25 die Montzenroute
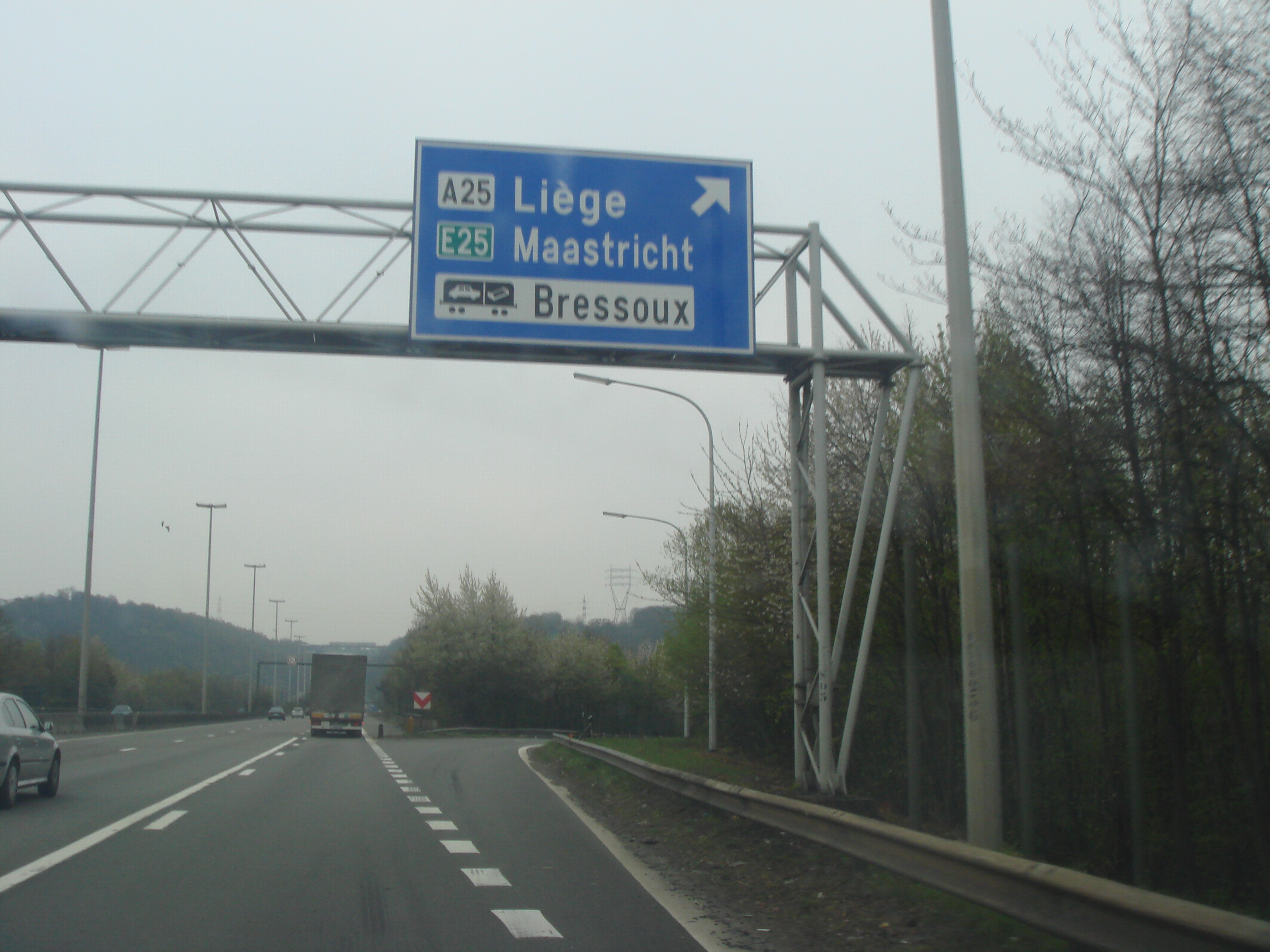
Ausfahrt A25/E25 auf der A3 am Autobahnkreuz Cheratte